# فینال جام حذفی فوتبال انگلستان ۱۸۹۷
فینال جام حذفی فوتبال انگلستان ۱۸۹۷، رقابت پایانی جام حذفی فوتبال انگلستان در سال ۱۸۹۷ میلادی است که مابین دو تیم باشگاه فوتبال استون ویلا و باشگاه فوتبال اورتون در کریستال پالاس لندن برگزار شده‌است.
این مسابقه که در تاریخ ۱۰ آوریل ۱۸۹۷ انجام شده‌است با نتیجه ۳ بر ۲ به سود تیم باشگاه فوتبال استون ویلا به پایان رسید.